# (33320) 1998 OP12
(33320) 1998 OP12 est un astéroïde de la ceinture principale d'astéroïdes découvert en 1998.

## Description
(33320) 1998 OP12 a été découvert le 26 juillet 1998 à l'observatoire de La Silla, au Chili, par Eric Walter Elst.

### Caractéristiques orbitales
L'orbite de cet astéroïde est caractérisée par un demi-grand axe de 3,1 ua, un périhélie de 2,04 ua, une excentricité de 0,32 et une inclinaison de 1,31° par rapport à l'écliptique. Du fait de ces caractéristiques, à savoir un demi-grand axe compris entre 2 et 3,2 ua et un périhélie supérieur à 1,666 ua, il est classé, selon la JPL Small-Body Database, comme objet de la ceinture principale d'astéroïdes.

### Caractéristiques physiques
(33320) 1998 OP12 a une magnitude absolue (H) de 14,3 et un albédo estimé à 0,558.